# 新寺遗址公园
新寺遗址公园是在新寺遗址上建立的遗址公园，新寺遗址位于陕西省西安市灞桥区新筑街道新寺村西侧，为汉代建筑遗址。
1988年，西安市进行全市文物普查，对新寺村西的一块突起高地进行实地调查。多次调查后，发现新寺遗址。遗址进行遗址区约3万平方米，文化层厚约2米，曾采集有“长乐未央”、“天下无敌”、“满院生辉”字样的瓦当以及陶、盆、瓮等物件残片。根据《水经注》的记载，通过换算，确定西汉时汉文帝的陵县霸陵县即在今新寺村附近，以及遗址“夯土层并非整片相连，而是分布于数处，说明这里不是单体的殿阁建筑，而是有多处建筑，而范围较大，与县治的特点能够相符”，故认为此处遗址即霸陵县县治所在。或认为傅太后陵所在，或是恭王庙。2019年，陕西省考古研究院在附近的三义庄和谢二村（新寺遗址公园南侧1公里左右）进行考古发掘，发现古道遗址（推测为西汉中晚期）。同时在谢二村发现400米城墙遗址，被古道打破，附近发现长乐未央瓦当。专家推测城墙遗址为西汉长门宫南墙。
1992年4月20日，陕西省人民政府公布新寺遗址为第三批陕西省文物保护单位。随着西安世界园艺博览会开幕，遗址公园也在2011年4月28日开园。